# Ворошилово (Ярославская область)
Ворошилово — деревня в Угличском районе Ярославской области. Относится к Ильинскому сельскому поселению.

## История
Ранее Ворошилово было сельцом — то есть населённым пунктом, в котором находилась помещичья владельческая усадьба. Усадьбой владели помещики Арнаутовы.
Арнаутовы также имели вотчины и в Переславском уезде Владимирской губернии. Арнаутовы были предводителями Угличского дворянства. В Ворошилове у них было поместье — дом и парк с беседками и прудами, помещик ездил по утрам на лодке с самоваром пить чай.
При отмене крепостного права в 1861 г. в их имении произошло крестьянское восстание, и генерал Дубельт докладывал царю Александру II, что крестьяне вышли из повиновения и что три деревни Арнаутова будут заняты войсками. После революции Арнаутовым пришлось бросить своё имение и уехать. Усадьба Арнаутовых была разобрана на кирпич в советское время, остался заросший парк с редкими породами деревьев — дубы, липы, клёны, ясени, акации, кедры. В зимней церкви в советское время находилась пекарня, в летней церкви до 1966 г. клуб, в алтаре библиотека. Колокольню и зимнюю церковь сломали до основания. Сохранилась часть церкви которая находится в руинизированном состоянии.
Сама церковь была построена в 1901 году вместо сгоревшей деревянной. Престол был освящён в честь Божией Матери Всех Скорбящих Радости. Было два антиминса с приделов прежней сгоревшей деревянной церкви Всех Святых и Святого Митрофана Воронежского. Была при церкви церковно-приходская школа и церковно-приходское попечительство. В штат церкви входил псаломщик и священник.

В Ворошилове остаются постоянно проживающими 7-8 домов.
В 1,5 км от Ворошилово в и находится источник св. Макария. Он бьёт из-под горы, имеющей название также св. Макария, а над ним возвышаются вековые вязы в два обхвата. Вода в нём не замерзает в самые суровые морозы и не портится годами при комнатной температуре. Источник тонким ручьём стекает в расположенную рядом реку Сабля, на другом берегу которой находятся руины крахмало-паточного завода постройки 50-х годов XX столетия и возвышается высокий живописный холм с соснами на вершине, называемый Острая горка.
В близлежащем селе Иванкове на кладбище сохранились два надгробия Арнаутовых XIX века, а также современные могилы, относящиеся к потомкам Арнаутовых. В Ворошилове и сейчас проживают их потомки (только в летний период).